# 간혜진
간혜진(簡慧珍, 1967년 9월 4일 ~ 1999년 8월 16일)은 20세기 홍콩의 배우이다. 영화 《영웅본색 2》에서 사숙의 딸 페기 역을 맡았고, 성룡 영화 《프로젝트A 2: A계획 속집》, 《성룡의 미라클》 등에 출연하였다. 1999년 31세의 나이로 뇌종양으로 사망했다.

## 출연작 목록
| 연도 | 제목                    | 원제           | 배역   | 비고 |
| ---- | ----------------------- | -------------- | ------ | ---- |
| 1986 | 용재강호                | 龍在江湖       |        |      |
| 1986 | 부귀열차                | 富貴列車       |        |      |
| 1987 | 프로젝트A 2: A계획 속집 | A计划续集      | 레지나 |      |
| 1987 | 영웅본색 2              | 英雄本色II     | 페기   |      |
| 1988 | 사랑과 미움의 나날      | 愛情謎語       |        |      |
| 1988 | 땡큐 마담               | 霸王花         |        |      |
| 1989 | 성향쌍웅                | 省港雙雄       |        |      |
| 1989 | 강시선생-일미도인       | 一眉道人       |        |      |
| 1990 | 지존본색                | 義膽雄心       |        |      |
| 1990 | 땡큐 마담 2             | 神勇飛虎覇王花 |        |      |